# 李茂 (北魏)
李茂（432年—502年），字仲宗，陇西郡狄道县（今甘肃省定西市临洮县）人，北魏镇北将军、敦煌宣公李宝第二子，北魏官员，陇西李氏敦煌房始祖。

## 生平
李宝死后，李茂的长兄李承本应承袭为敦煌公，李承因为自己有了姑臧侯的爵位，就将敦煌公让封给李茂，当时的舆论都称赞李承。李茂因此在魏文成帝末年承袭了父亲的爵位镇西将军、敦煌公。魏孝文帝初年，李茂出任长安镇都将，又转任西兖州刺史，仍为镇西将军。又入朝担任光禄大夫，爵位按旧例降为侯爵。李茂生性谦虚谨慎，因为幼弟李冲得宠过甚，担心富贵权势过多，以年老有病为由请求放弃官职。魏孝文帝元宏没有强求李茂的意志，决定让李茂享受大夫的俸禄，回到私人的住所，李茂因此定居于定州的中山郡，从此悠闲的居住于自己家中，不回京师。景明三年（502年），李茂去世，虚岁七十一，谥号恭侯。

## 家族

### 父亲
- 李宝，北魏镇北将军、敦煌宣公

### 兄弟
- 李承，北魏龙骧将军、荥阳郡太守、姑臧穆侯
- 李辅，北魏镇远将军、颍川郡太守、襄武惠侯
- 李佐，北魏辅国将军、荆州刺史兼都官尚书、泾阳昭子
- 李公业，早卒
- 李冲，北魏镇南将军、侍中、尚书仆射、清渊文穆公

### 子女
- 李静，北魏定州别驾、东平原郡太守、敦煌侯
- 李孚，北魏镇东将军、沧州刺史、散骑常侍
- 李敬安，北魏奉朝请
- 李季安，北魏骁骑将军、关西都督长史